# Árpád Lengyel
Árpád Lengyel (Hungría, 11 de abril de 1915 – 30 de abril de 1993) fue un nadador húngaro especializado en pruebas de estilo libre, donde consiguió ser medallista de bronce olímpico en 1936 en los 4 × 200 m.

## Carrera deportiva
En los Juegos Olímpicos de Berlín 1936 ganó la medalla de bronce en los relevos de 4 × 200 m estilo libre, con un tiempo 9:12,3, tras Japón (oro) y Estados Unidos (plata); sus compañeros de equipo fueron los nadadores Oszkár Abay-Nemes, Ferenc Csik y Ödön Gróf.